# BGM (SUPERCARの曲)
「BGM」（ビージーエム）は、2003年11月19日に発売されたSUPERCARの14枚目のシングル。

## 解説
- 前作より約半年ぶりのリリース。
- ライブDVD「HIGH BOOSTER+U.N VJ Works」と同時発売。
- 初回仕様：裏ジャケ・インデックス
- 発売当時、ソニーが推進していた『レーベルゲートCD2』での発売となった。その後ソニーがCCCDの生産を廃止、CD-DA盤に差し替えられた。

## 収録曲
1. BGM (4:54)
PVの監督は宇川直宏。
2. INTERMISSION (3:03)
インストゥルメンタル。
3. HIRAMEKI INSPIRATION (5:06)
トヨタネッツ店CMソング

全作詞：石渡淳治　作曲：中村弘二　編曲：SUPERCAR